# De weg naar Wigan
De weg naar Wigan (Engels: "The road to Wigan Pier") is een boek van de Engelse schrijver George Orwell uit 1937. In het voorjaar van 1936 was hij naar Lancashire en Yorkshire getrokken in Noord-Engeland om de sociale ellende van de mijnwerkers in kaart te brengen. De stad Wigan was een goede maatstaf voor industrie- en mijnstreken. Orwell had graag de beroemde Pier van Wigan gezien, een kade waar de steenkool in binnenschepen overgeladen werd, maar die was omstreeks 1929 al afgebroken. In het tweede deel van het boek zou Orwell zijn houding tegenover het socialisme bepalen. Als middenstander zat hij gekneld tussen bourgeoisie en arbeiders. Hij kwam op voor het fatsoen van de bourgeoisie en de socialistische idealen van de arbeiders.

## Eerste deel
Orwell was getroffen door de lelijkheid van industrialisatie. Hij zag een afgrijselijk maanlandschap, steenbergen in brand, rokende schoorstenen, staalkabels met bakken mijnafval, een bodem van modder en as. De mijn leek op de hel: hitte, lawaai, verwarring, duisternis, de stank van zwavel en bovenal weinig ruimte. Na een afdaling van 400 meter moest hij zich nog 1,5 km verplaatsen naar het kolenfront, maar 4,5 km was vrij normaal. Buiten de hoofdwegen waren er nauwelijks plaatsen waar je rechtop kon lopen. De mijngang was anderhalve meter hoog, maar liep terug tot een meter twintig. 
De steenkool ligt in dunne aders tussen enorme rotslagen. Om de steenkool los te werken bedienden de dynamiteurs zich van explosieven. De hakkers ondermijnden de steenkool met een elektrische lintzaag tot een diepte van 1,5 meter. De laders, halfnaakt en roetzwart, wierpen de steenkool op de transportband. Ze moesten voortdurend op hun knieën zitten, want zich oprichten in de lage ruimte was bijna niet mogelijk. Alle inspanning kwam voor rekening van de arm- en buikspieren. Ze schepten twee ton steenkool per uur weg en werkten 7,5 uur per dag. De gemiddelde verdienste van een mijnwerker bedroeg in 1934 2,75 euro per werkdag. Na afhoudingen bracht hij 12 euro in de week thuis.
Elk jaar werd er één mijnwerker op de negenhonderd gedood en één op de zes raakte gewond door instortende mijngangen en explosies van mijngas. Het risico vergrootte met de zware machines en het hoge werktempo. Het kwam voor dat de kooi op topsnelheid tegen de bodem van de schacht knalde. Reuma en oogaandoeningen waren courante beroepsziekten. De huizen van de mijnwerkers waren hokkerig, lelijk en onhygiënisch. Soms waren het smerige krottenbuurten. Door de woningnood nam men met alles genoegen, zelfs woonwagens en afgedankte autobussen. Onbewoonbaar verklaarde huizen bleven bewoond. 
In Wigan leefde meer dan een derde van de bevolking van de steun. Het inkomen van zo’n gezin lag rond de 9 euro per week. Orwell had het niet begrepen op de akelige sfeer van de christelijke jongemannenverenigingen. Werkloze arbeiders werden beter geholpen door de landelijke beweging. Dat was een revolutionaire organisatie die de arbeiders verenigde, afhield van het breken van stakingen en juridisch advies gaf tegen de Armenwet. De arbeidersclubs leverden uitstekend werk.
In Engeland was er een scherpe tegenstelling tussen Noord en Zuid waarbij elk zichzelf prees en de ander misprees. In de ogen van noorderlingen waren zij echte mensen, hard, onbuigzaam en moedig. Het Zuiden was ijdel, lui en verwijfd. In de ogen van zuiderlingen waren zij beschaafd. In het achterlijk Noorden waren het nog wilden en barbaren. In Engeland als geheel leefde ook de idee dat de noordelijke mens flink, stoer, krachtig, blond en rein van zeden was, terwijl iemand uit de zuiderse landen sluw, laf en losbandig zou zijn.

## Tweede deel
Als middenstander zat Orwell gekneld tussen bourgeoisie en arbeiders. In zijn bourgeois opvoeding had hij de arbeiders leren verachten, maar op menselijk vlak voelde hij zich nu veel beter bij hen thuis. Nooit zou hij echter zijn bourgeois opvattingen over fatsoen verloochenen. Voor Orwell was socialisme een strijd tegen armoede en tirannie. Vrijheid, gelijkheid en rechtvaardigheid waren de fundamentele doelstellingen. Hij analyseerde waarom gewone mensen in de jaren 1930 het socialisme toch afwezen en vond drie redenen: veel socialisten waren onbruikbare figuren, het socialistische vooruitgangsdenken stootte op conservatieve weerstanden en het gescheld op de bourgeoisie dreef de middenstanders van de arbeiders weg. Hij wilde de arbeiders daarom verzoenen met de middenstanders.

### Autobiografie
Orwell werd geboren in de middenstand, de maatschappelijke laag met een inkomen tussen 1.800 en 12.000 euro per jaar. De echte bourgeoisie verdiende meer dan 12.000 euro per jaar. Thuis zaten ze met een inkomen van 2.400 euro per jaar niet ver boven de laagste grens. Tussen de lijnen voel je dat Orwell afrekende met zijn familie. Hij sprak algemeen over het milieu van kale kak dat met een inkomen van een arbeider het leven van een heer wilde leiden. Vrijwel het hele gezinsinkomen werd besteed aan de stand ophouden. Ze moesten in stille armoede moeite doen om de schijn op te houden. Middenstanders waren de schokbrekers van de bourgeoisie. Het waren geen zakenlui of landeigenaars, maar ambtenaren, militairen, vrije beroepen en kunstenaars. Voor die klasse was India aantrekkelijk. Door het goedkope leven was het er gemakkelijk de gentleman te spelen. 
Orwell was zes jaar toen hij niet meer met de kinderen van de loodgieter mocht spelen. Arbeiders waren ordinair, spraken met een afgrijselijk accent en hadden ruwe manieren. De lagere klassen stinken, dat werd hem geleerd. Een kind uit de middenstand leerde in zijn opvoeding om de lagere klassen te verachten. Ze werden een ras van vijanden. Arbeiders mochten niet te welvarend worden of ze zouden de bourgeoisie overspoelen en korte metten maken met alle cultuur en fatsoen. Voor WO I was er veel openlijke klassenhaat in Engeland, maar door de hoge werkloosheid was de arbeidersklasse de laatste twaalf jaar onderdanig geworden. 
Als puber was Orwell een kleine snob zoals de anderen uit zijn klasse. Nergens werd snobisme zo gecultiveerd als op een Engelse middelbare school. Orwell kon enkel studeren aan het dure Eton College, omdat hij een beurs gekregen had. Daar verkeerde hij in een moeilijke positie: hij verafschuwde de arbeiders, maar evenzeer de rijken. Hij klampte zich sterker dan ooit vast aan de middenstand. Je moest van betere komaf zijn, maar geen geld hebben. 
Tijdens en na WO I liep er een golf van revolutionaire gevoelens door Engeland: tegen de oorlog, tegen het vaderland, tegen de regering, tegen de koninklijke familie, tegen de christelijke godsdienst en tegen de ouderen. Dat groeide uit tot een algemene opstand tegen het heersende gezag; iedere gevestigde instelling werd bespot. Het was de mode om bolsjewist te zijn. Deze revolutionaire stemming sleurde de jongens op de middelbare school mee, hoewel ze de snobistische opvattingen van hun klasse niet lieten varen. Op de leeftijd van 17 à 18 jaar was Orwell zowel een snob als een revolutionair. Hij was tegen elk gezag en noemde zich zo’n beetje een socialist. Op een afstand leed hij met de arbeiders mee, maar verachtte hun manieren. 
Nog geen twintig jaar oud ging Orwell naar Birma in dienst van de politie van deze Engelse kolonie. Het klassenvraagstuk werd vervangen door een rassenvraagstuk: de blanken tegenover de inlanders. De meeste blanken leidden een leven zoals dat een gentleman paste. Orwell liet zich bijvoorbeeld geregeld door zijn Birmaanse boy aan- en uitkleden. Voor hem hadden de meeste Mongolen veel fraaiere lichamen dan de meeste blanken. Hij diende korte tijd bij een Brits regiment van gewone soldaten, maar rook er te veel het zweet van de lagere klasse. Vijf jaar is hij bij de Indische politie geweest en moest hij als politie-inspecteur het vuile werk doen. Hij kreeg een onnoemelijke afkeer voor het politieapparaat; de strafwet was verschrikkelijk. Hij beklaagde de gevangenen en kon hun ophanging niet aanzien. Hij ontwierp een anarchistische theorie dat alle bestuur kwaad is, dat straf altijd meer schade doet dan de misdaad en dat mensen zich wel fatsoenlijk gedragen als je ze maar met rust laat. Nu noemde hij dat sentimentele onzin: het was altijd noodzakelijk om strenge strafwetten te hebben die zonder pardon werden toegepast. Op het einde haatte hij het imperialisme zo bitter dat hij het nauwelijks onder woorden kon brengen. Aan de buitenkant was het Britse bewind goedertieren en zelfs noodzakelijk, maar anderzijds bestond er geen rechtvaardiging voor de tirannie. 
Toen Orwell in 1927 met verlof naar huis ging, gaf hij zijn baan op. Hij had een slecht geweten door vijf jaar deel uit te maken van een stelsel van onderdrukking. Hij had ondergeschikten geterroriseerd, oude boeren hooghartig afgesnauwd en bedienden met de vuist gestompt in een ogenblik van woede. “Ik droeg een loodzwaar schuldgevoel met mij mee waarvoor ik boete moest doen.” Van dan af hadden de onderdrukten altijd gelijk en de onderdrukkers altijd ongelijk. Hij verwierp iedere vorm van overheersing van de ene mens over de andere. Orwell wilde zich onder de onderdrukten begeven, een van hen zijn en aan hun kant staan tegen de tirannen. In die dagen leek mislukking hem de enige deugd; slagen in het leven kwam hem als iets lelijks voor. Zijn gedachten richtten zich op de Engelse arbeidersklasse. Zoals de Birmanen in Birma waren zij de symbolische slachtoffers van onrecht. Ze leden even erg als de oosterlingen onder tirannie en uitbuiting. In 1928, pas terug uit Birma, werd hij zich voor het eerst bewust van het werkloosheidsprobleem. Toen was hij wel nog niet geïnteresseerd in socialisme. 
Orwell wilde uit de nette wereld wegkomen en een nieuw begin maken in de onderste laag van de maatschappij. Hij zocht contact met de verschoppelingen, zwervers, bedelaars, misdadigers en prostituees. Als hij het dieptepunt bereikt had, zou zijn schuldgevoel gedeeltelijk van hem afvallen. Hij scharrelde sjofele kleren op, maakte zich smerig en trok eropuit. Half bang stapte hij een volkslogement binnen en iedereen aanvaardde hem volkomen. Enkele weken later ging hij voor het eerst zwerven. Maanden heeft hij in logementen verbleven. Hij voelde zich erg gelukkig en bevrijd. Vrijwel alle voorvallen die hij beschreef in Aan de grond in Parijs en Londen, waren werkelijk gebeurd, zij het in een andere volgorde. Bij de arbeiders daarentegen kon je niet zomaar in hun midden worden opgenomen. Orwell had maandenlang uitsluitend gewoond bij mijnwerkers thuis, maar was niet een van hen. Altijd was er dat klassenverschil. Het was zoals de ruit van een aquarium: je ziet het niet, maar het is er wel.

### De slaafse arbeidersklasse
Orwell zei dat hij genoeg gezien had van de arbeidersklasse om ze niet te idealiseren, maar hij verborg zijn sympathie niet. Hun verhoudingen waren minder tiranniek, ze droegen niet de loden last van het familieprestige, spraken onomwonden en wilden liever werken dan hun tijd verprutsen op school met geschiedenis en aardrijkskunde. Orwell schetste het idyllische beeld van een arbeidersgezin op een winteravond na het avondeten waar je rond het haardvuur een warme en diep menselijke atmosfeer inademde. Als een arbeider een goed loon verdiende, had hij meer kansen om gelukkig te zijn dan een ander. “Het is de herinnering aan het huiselijk leven van de arbeiders waardoor ik weer besef dat over het geheel genomen het leven in onze tijd zo slecht nog niet geweest is.” 
De arbeider was echter wel de slaaf van een gezag dat niets toeliet en hem omlaag drukte. Hij zat in een passieve rol, deed niets en kon niets doen. Niemand was vrij, niemand had bestaanszekerheid en de levensomstandigheden waren ellendig. Een bourgeois daarentegen wilde op de voorgrond komen. Hij was niet begaafder dan de anderen, maar had de brutaliteit die een aanvoerder nodig had. Achter zijn vrijheid en geestelijke verfijning verborg de bourgeois een soort leegte, een gebrek aan menselijke warmte. Het was een etalagepop met geld en water in plaats van bloed in zijn aderen. 

### Bourgeois socialisme
Voor Orwell was het socialisme een kwestie van gezond verstand. Als het wereldsysteem van het socialisme onverkort in toepassing werd gebracht, bood het een uitweg voor de materiële noden van de mensheid. De wereld was in potentie onmetelijk rijk: ontwikkel haar maximaal en we konden allemaal leven als prinsen. Ieder deed een portie werk en ieder kreeg een aandeel van de proviand. Particulier bezit was alleen aanvaardbaar, als ieder individu in zijn eigen behoeften kon voorzien. Vestig het socialisme en verwijder het profijtbeginsel van het kapitalisme. Elke lege maag was een argument voor het socialisme. Maar het socialisme mocht niet beperkt blijven tot alleen maar economische rechtvaardigheid. Soms was het te veel materialistisch en te weinig menselijk. De mens had ook een ziel. Vrijheid, gelijkheid en rechtvaardigheid waren de fundamentele doelstellingen van het socialisme. Dat waren de woorden die als een klaroenstoot over de wereld moesten schallen. Orwell bestempelde heel de maatschappelijke hiërarchie als onderdrukkers: koninklijke familie, adel, rijken, militairen, fascisme, katholieke kerk, zakenlui en pedante literaire kringen. Wie armoede kende, wie tirannie en oorlog haatte, stond potentieel aan de socialistische kant.  
Hoewel Orwell zich bekende tot het socialisme, getuigden zijn opvattingen over voeding, kleding, vermaak en taalgebruik van zijn bourgeois smaak. Bourgeois socialisten hielden tirades tegen hun eigen klasse en idealiseerden het proletariaat, maar voelden zich veel beter op hun gemak bij iemand van hun eigen klasse. Hun gewoonten leken weinig op die van de arbeiders. Diep in hun hart vonden ze de proletarische manieren walgelijk. Orwell was verstandelijk meestal links en emotioneel dikwijls rechts. Als socialist was hij tegen het kapitalisme, maar als bourgeois was hij voor normaal fatsoen. Hij wilde fatsoenlijk gedrag, behoorlijke manieren, gevoel voor traditie en elementair esthetisch besef.
Toch moet de revolutionaire kant van Orwell niet onderschat worden. Er was maar één weg: de vestiging van het socialisme. Hij wilde de socialistische leer verspreiden en nieuwe socialisten maken, los van welk partijetiket dan ook. Het socialisme was de enige echte vijand van het fascisme, want het kapitalisme zou niet met overtuiging de strijd tegen het fascisme aanbinden. Er was enkel nog de keuze tussen socialisme en fascisme. Weldra zou een Volksfront ontstaan tegen het Duitse en Italiaanse fascisme. Orwell had geen angst voor de verschrikkingen en ongemakken van de revolutie voordat het socialisme zich kon vestigen. Hij sprak van opstand, revolutie, omverwerping van tirannen, verbond van de onderdrukten tegen de onderdrukkers en dictatuur van het proletariaat. Het zou tot een fysiek gevecht komen, waarna een werkelijk revolutionaire regering aan het werk kon gaan. Orwell hoorde thuis bij de arbeiders en had niets te verliezen. Na het voltooien van dit boek voegde hij de daad bij het woord en vertrok naar Spanje om in de Spaanse Burgeroorlog (1936-1939) tegen het fascisme te vechten aan de zijde van de marxistische POUM.

### Klassenonderscheid van de wieg tot het graf
Volgens Orwell bestond er een werkelijke tegenstelling tussen proletariër en bourgeois; het klassenverschil was reëel. Het Engelse klassenstelsel vertoonde geen tekenen van verval. De manieren en tradities van elk van de klassen zetten zich door van de wieg tot het graf. Het was erg moeilijk om te ontkomen aan de klasse waarin je geboren was. Volgens hem was het een ernstige fout om de zaak te forceren door een onnatuurlijke gelijkheid tussen de klassen tot stand te brengen. De Engelsen gingen even onoprecht met het klassenonderscheid om als met het Britse imperium: ze spotten ermee, scholden erop, maar niemand wilde het afschaffen. Wie moest er dan zijn levenshouding veranderen? De bourgeoisie omlaag? De arbeiders omhoog? 
Orwell vroeg om het behoud van de klassenmaatschappij, want er zat toch een stuk fatsoen en idealen achter. Als de proletarische leiders te heftig protesteerden, zouden ze de arbeiders de dood injagen. De kapitalistische bourgeoisie zou repressief reageren en zijn toevlucht nemen tot het fascisme. Dan kon de tijger lachen. “Misschien betekent een klassenloze maatschappij een sombere wereld waarin al onze idealen geen betekenis meer zullen hebben. Misschien is het opruimen van de klassenverschillen toch niet zo’n simpele zaak als eerst wel leek! Integendeel, het is een wilde rit door het duister en aan het einde is het misschien de tijger die kan lachen. Onze proletarische broeders vragen niet om ons saluut, ze vragen ons zelfmoord te plegen. Als de bourgeois het in die vorm ziet, komt hij misschien bij het fascisme terecht.” (p189)

### Onbruikbare socialisten
Orwell was niet mals voor de socialistische leiders. Veel socialisten waren onbruikbare figuren, onmenselijke types en zelfs verwerpelijke mensen. Waren dat de voorvechters van de werkende klasse?
- Salonsocialisten haalden hun doctrinaire wijsheid uit de theorieboeken. Deze onderlegde kwezels pasten het zuivere geloof tot in de kleine details van het leven toe. Orwell had geen respect voor de heilige huisjes van het socialisme. Elkaar plichtmatig met ‘kameraad’ aanspreken was belachelijk, de mythische figuur van de proletariër was onzin, de klassenstrijd joeg schrik aan om maar te zwijgen van de heilige zusters These, Antithese en Synthese.
- Snobistische middenstanders hadden geen affiniteit met de arbeiders. Deze verwaande kwasten klampten zich vast aan een restje prestige, maar gingen steeds tekeer tegen de bourgeoisie. Ze hadden niets anders te bieden dan haat.
- Zonderlingen waren in de meerderheid waar socialisten bijeenkwamen. Orwell had bijeenkomsten van Independent Labour bijgewoond in Londen en zag er kwakzalvers, Quakers, Jezus-figuren, vegetariërs, geheelonthouders, yoga-adepten, feministen, geboortebeperkingsfanatici, nudisten en seksmaniakken.
- Politieke commissarissen waren halve gangsters, hoge vakbondsfunctionarissen troosteloze verschijnselen.
- Het grondmotief van veel socialisten was ordebesef. De socialistische toneelschrijver Shaw verkoos bijvoorbeeld grote mannen en dictaturen. Voor hem waren een communistische Stalin of een fascistische Mussolini vrijwel gelijkwaardig. Volgens Orwell was het een foutieve strategie van de communisten om jarenlang de democratie te saboteren. Hij had het niet begrepen op de kruiperige houding tegenover Rusland.

Voor de gewone werkman ging socialisme over hogere lonen, kortere werktijden en geen onderdrukking. Arbeiders waren zwak in de leer, maar hadden de kern van de zaak in zich: tegen armoede en tegen tirannie. Volgens Orwell was de arbeider in die zin een waarachtiger socialist dan de orthodoxe marxist.

### Wantrouwen tegenover het vooruitgangsdenken
Orwell stond wantrouwig tegen de moderne beschaving waar alles gemakkelijk maar ingewikkeld was. Hij voelde zich niet thuis in de wereld van wetenschap, techniek, mechanisatie, industrialisatie, orde en efficiëntie. Er was geen plaats meer voor wanorde, gevaar, ziekte, armoede, inspanning en lijden. Alles werd steeds volmaakter tot er niets meer verkeerd zou gaan. Orwell haatte de perfectie. Een goddelijke wereld, geleid door Mannen als Goden, was gelijk aan een wereld van gekken. De mechanisatie liep uit de hand, de machine was de vijand van het leven. De mensen werden gereduceerd tot hersenen in een fles en de Robots zouden hen afslachten. We moesten hopen en bidden dat dit einddoel niet gehaald werd.
Hij verwierp de onnatuurlijke levensstijl van de moderne tijd. Voedsel werd ingeblikt in fabrieken, de smaak was synthetisch, bier was een chemisch afvalproduct. Alles was van rubber, glas, staal en beton. Kranten, romans, telefoon, grammofoon, radio, film en auto waren overbodige luxe. Bijgevolg ging de lichamelijke weerbaarheid achteruit. Er was nauwelijks nog een goed gebouwde man of vrouw. De Engelsen werden weker en weekheid was weerzinwekkend. Orwell wilde terugkeren naar een primitieve levenswijze waar alles eenvoudig maar hard was. Het leven was onveranderlijk, moest moeizaam zijn, er moest lijden zijn. Dan zou de mens zich kunnen harden door inspanningen en labeur. Leven was gelijk aan werken, scheppende arbeid, kunstig handwerk. Orwell was realistisch genoeg om te beseffen dat de machine haar opmars zou voortzetten. De machine moest nu eenmaal aanvaard worden, zij het onder protest en met wantrouwen. Hij blies warm en koud: in een zekere zin wilde hij niet terug naar het primitieve leven, maar in een meer permanente zin wilde hij dat wel. 
Het socialisme was onverbrekelijk verbonden met dat vooruitgangsdenken. De socialisten waren de apostelen van de vooruitgang: de machines zouden de mens vrij maken. Maar veel mensen wilden de vooruitgang niet, stonden wantrouwig tegen wetenschappen en machines. Het was gemakkelijk om hun conservatisme tegen het socialisme in stelling te brengen. Daardoor stonden ze ook vijandig tegenover het socialisme.

### Het gevaar van het fascisme
Orwell zag hoe het fascisme overal terrein won. Het gevaar van fascistische heerschappij in Europa was ernstig, Hitler had het Rijnland opnieuw bezet en op dat moment werd Madrid gebombardeerd door de Spaanse fascisten. Er dreigde oorlog met de as Duitsland, Italië en Japan. In Engeland had je het brutale fascisme van Mosley, maar Orwell was meer bevreesd voor een subtiel soort fascisme met beschaafde politieagenten. Het gevaar was groot dat de Engelse intellectuelen voor het fascisme kozen. De fascistische geesteshouding won veld onder mensen die beter moesten weten. De groeiende fascistische gevoelens in Engeland bleken uit de goedkeurende lezersbrieven over de Italiaanse invasie in Abessinië en uit de katholieke en anglicaanse vreugde over de fascistische opstand in Spanje. 
Conservatisme dreef gewone mensen in de armen van het fascisme. Het socialisme viel bepaalde conservatieve weerstanden van ideologische aard aan die dieper bleken te zitten dan het economische motief:
- Vaderlandsliefde: Orwell verzette zich zelf tegen nationalisme. “Elk nationalistisch onderscheid – alle aanspraken beter te zijn dan iemand anders op grond van een andere schedelvorm of een ander dialect – zijn volslagen vals.” (p126)
- Traditionele Europese beschaving: de fascisten wierpen zich op als de beschermers van het goede in de Europese beschaving, terwijl de socialisten de tradities door de gootsteen wilden spoelen.
- Christendom: de fascisten verdedigden het christelijk geloof tegen de barbaren
- Orde en discipline

Orwell beschouwde het fascisme als een gewelddadige tirannie die een slavenstaat wilde vestigen. Al waren het doorvoede en tevreden slaven, het bleef een wereld van konijnen onder de heerschappij van wezels. Alle macht op het gebied van politiek, het leger en het onderwijs lag in handen van een kleine heerserskaste met hun betaalde moordenaars. Bovendien werd het fascisme een internationale beweging die zich aaneensloot om op plundertocht te gaan en zich in de richting van een wereldstelsel bewoog. Voor het visioen van de totalitaire staat kwam het visioen van de totalitaire wereld in de plaats. Orwell verwees naar de sombere toekomstvisioenen uit The Sleeper Awakes van H.G. Wells en Brave New World van Aldous Huxley. Het eerste werk schilderde een sinistere wereld waarin de bevoorrechte klassen een leven van oppervlakkige genotzucht leidden en de arbeiders die in een toestand van volslagen slavernij en onwetendheid gebracht waren, als holbewoners in ondergrondse spelonken zwoegen. Eén klasse pikte alle macht en rijkdom in en onderdrukte de anderen. 

### Samenwerking van arbeiders en middenstanders
Orwell wilde het draagvlak van het socialisme vergroten door de arbeiders te verzoenen met de middenstanders. Tot welke klasse behoorde hijzelf? Door zijn arbeidersinkomen van 18 euro per week behoorde hij tot de arbeidersklasse, maar door zijn bourgeois opvoeding beschouwde hij zich als bourgeoisie. Hij kon en wilde zijn bourgeois opvattingen niet proletariseren. Zelf koos hij de kant van de arbeiders, maar hoe stond het met die miljoenen uitgebuite bedienden? Ze hadden dezelfde belangen als de arbeiders, maar keerden zich van hen af en kozen de kant van hun onderdrukkers. De socialisten moesten de verarmde middenstand binnen haar gelederen krijgen. Een kwart van de Engelsen stond tussen de twee klassen in. Alle mensen met een klein onzeker inkomen die voor een baas moesten kruipen, zaten in hetzelfde schuitje. De verschillende klassen moesten samenwerken op basis van gemeenschappelijk belangen. Als de socialisten de hetze tegen de bourgeoisie verder zetten, zouden veel middenstanders een ruk naar rechts maken. Aangezien de klassenverschillen niet konden verdwijnen, moest men ze aanvaarden.

## Uitgaven
- The Complete Works of George Orwell, Engelse originele uitgaven
- George Orwell: "De weg naar Wigan", Nederlandse vertaling van Joop Waasdorp, ISBN 9029533102